# Pola Pejzażu

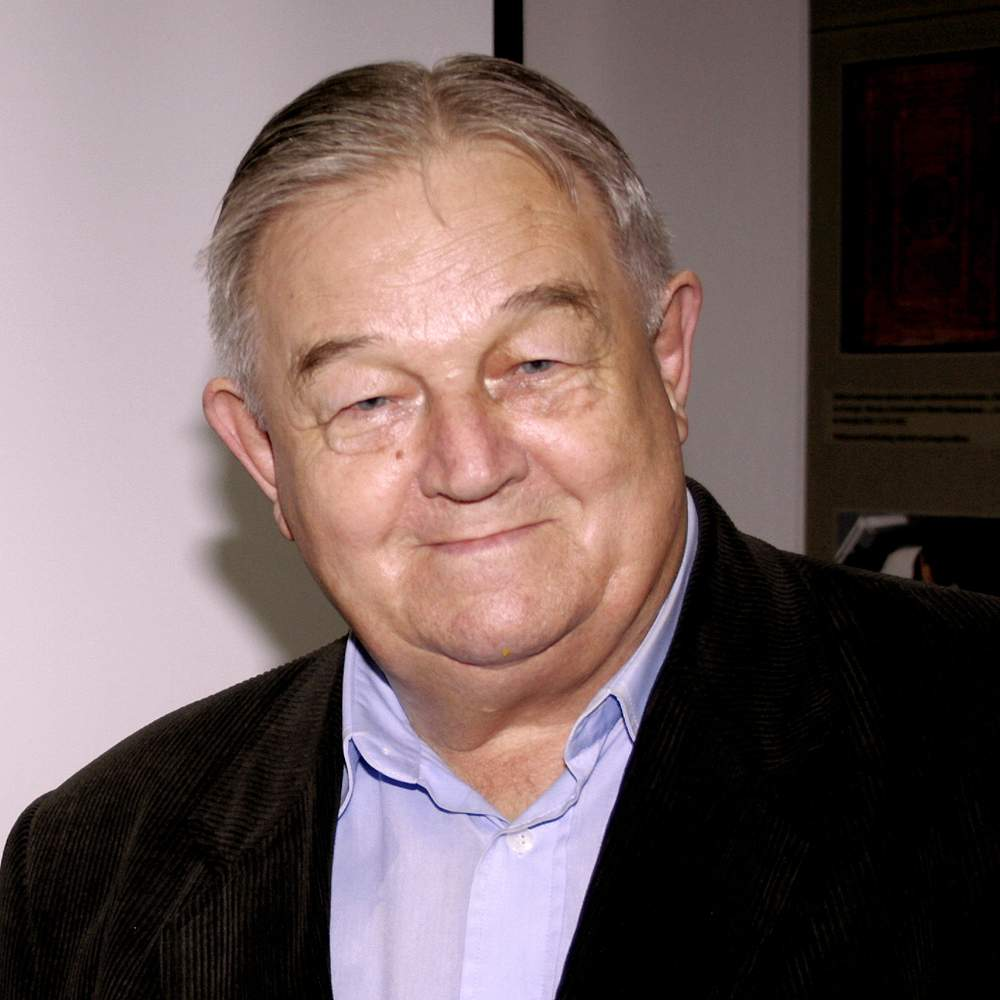
Paweł Pierściński (2010)

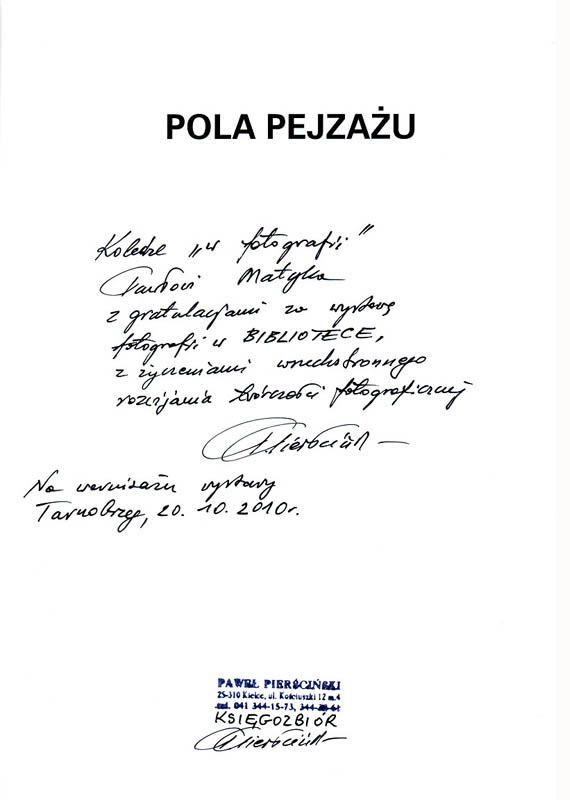
Dedykacja dla Pawła Matyki

Pola Pejzażu (wspomnienia) – książka, album fotograficzny, wydany w 2009 roku przez Wojewódzką Bibliotekę Publiczną w Kielcach we współpracy z Okręgiem Świętokrzyskim Związku Polskich Artystów Fotografików w Kielcach.

## Charakterystyka
Wydawnictwo objęte patronatem honorowym Marszałka Województwa Świętokrzyskiego, zainicjowane oraz przygotowane w nawiązaniu do jubileuszu 50-lecia pracy twórczej Pawła Pierścińskiego – polskiego artysty fotografa, twórcy Kieleckiej Szkoły Krajobrazu – kierunku artystycznego w fotografii, którzy stworzył oryginalny i rozpoznawalny styl w fotografowaniu pejzaży Kielecczyzny. Pola Pejzażu są publikacją (bogato ilustrowaną zdjęciami) stanowiącą wspomnienia Pawła Pierścińskiego, począwszy od wczesnej działalności autora na niwie fotografii artystycznej, poprzez pracę w Świętokrzyskim Towarzystwie Fotograficznym, kieleckim oddziale Polskiego Towarzystwa Fotograficznego – do pracy na rzecz utworzenia Delegatury ZPAF w Kielcach, późniejszego Okręgu Świętokrzyskiego Związku Polskich Artystów Fotografików, Kieleckiej Szkoły Krajobrazu oraz organizacji ruchu fotograficznego w Polsce. Wspomnienia przedstawiają sylwetki wielu znanych twórców, artystów, krytyków, teoretyków fotografii oraz przyjaciół, z którymi autor wspomnień współpracował, spotykał się na przestrzeni wielu lat. 
Album (książka) ukazuje również dorobek twórczy Pawła Pierścińskiego, poprzez prezentację biografii artysty oraz ekspozycję (m.in. w formie fotografii) nagród, wyróżnień, medali, statuetek i tym podobnych – stanowiących bardzo pokaźny zbiór. Dużą część publikowanych wspomnień autor poświęcił również swojej pracy na rzecz organizacji ruchu fotograficznego w Polsce – współpracy z galeriami, stowarzyszeniami oraz innymi organizacjami fotograficznymi.
Projekt albumu pod redakcją Jerzego Daniela, zawarte w nim teksty oraz układ publikacji – był osobiście, w całości nadzorowany przez Pawła Pierścińskiego. Na okładce wydawnictwa wykorzystano fotografię autora pod tytułem Pasmo pól (montaż wielokrotny) z 1984 roku.